# غاه (تشناران)
غاه (بالفارسية: گاه) هي قرية تقع في قسم بقمتش الريفي (مقاطعة تشناران) في إيران. يقدر عدد سكانها بـ 329 نسمة بحسب إحصاء 2016.